# Lösungstension
Die Lösungstension {\displaystyle C} bzw. der Lösungsdruck bezeichnet das Bestreben von Stoffen, in Lösung zu gehen. Der Lösungsdruck macht sich als osmotischer Druck bemerkbar und kann so experimentell bestimmt werden.
Wie die Spannungsreihe beschreibt der Lösungsdruck die Lösungs- und Reaktionstendenz quantitativ, aber nicht durch eine Potential-, sondern durch eine Konzentrationsangabe. Im Gegensatz zum osmotischen Druck führt der Lösungsdruck nicht zu einem als Druck messbaren Effekt.
Walther Nernst führte daran angelehnt 1889 den Begriff „elektrolytische Lösungstension“ ein; diese Größe wurde von Wilhelm Ostwald „elektrolytischer Lösungsdruck“ genannt. Der elektrolytische Lösungsdruck kennzeichnet das Bestreben eines Elements, Ionen zu bilden und gelöst zu werden. Demnach führt der Lösungsdruck des unedlen Metalles Zink in Kontakt mit Wasser dazu, dass Zinkionen im Wasser gelöst werden.

## Anwendung
- Je unedler ein Metall ist, d. h. je kleiner bzw. negativer sein Wert in der elektrochemischen Spannungsreihe ist, desto größer ist sein Lösungsdruck.

Und umgekehrt:
- Je edler ein Metall ist, d. h. je größer bzw. positiver sein Wert in der elektrochemischen Spannungsreihe ist, desto kleiner ist sein Lösungsdruck.

Gibt man ein Metall in Wasser, so gehen aufgrund der Lösungstension Metallionen in Lösung, und das Metall lädt sich negativ auf. Die für jedes Metall charakteristische Lösungstension hängt ab von der Energie, die bei der Bildung eines Metallions gewonnen wird, also von der Differenz zwischen der Hydratisierungsenergie und der Gitterenergie: je größer diese Differenz, desto größer der Lösungsdruck. Außerdem hängt die Lösungstension eines Metalls davon ab, wie viele seiner Ionen bereits in der Lösung vorhanden sind.
Gibt man Streifen zweier verschiedener Metalle in Wasser, so kann man die unterschiedliche Lösungstension auch mit einem sehr hochohmigen Spannungsmesser als Potentialdifferenz messen. Eine entsprechende Anordnung verschiedener Metalle, die als Gleichspannungsquelle dienen kann, wird als galvanische Zelle bezeichnet. Insbesondere wenn mehrerer solcher Zellen in Reihe geschaltet sind, spricht man auch von einer Batterie, z. B. die Voltasche Säule.

## Werte
Die Lösungstension sei die Konzentration an Kationen, für die das Elektrodenpotential {\displaystyle E} Null wird. Da die Aktivität des festen Metalls als Eins angenommen werden kann, lautet die Nernstsche Gleichung:
{\displaystyle E=E^{\circ }+{\frac {R\cdot T}{z_{e}\cdot F}}\cdot \ln {C}=0}
mit
- dem Standardpotential {\displaystyle E^{\circ }}
- dem natürlichen Logarithmus {\displaystyle \ln }
- der molaren Gaskonstante R
- der absoluten Temperatur T
- der Äquivalentzahl ze der Elektronen
- der Faraday-Konstante F.

Daraus folgt für den Zusammenhang zwischen Lösungstension und Standardpotential:
{\displaystyle \Leftrightarrow \ln C=-{\frac {z_{e}\cdot F}{R\cdot T}}\cdot E^{\circ }}.
Bei Standardbedingungen (25 °C und 1 atm) und dem Wert der Elektrodensteigung bei 25 °C (vergl.) gilt damit:
{\displaystyle \log C=-{\frac {z_{e}}{0{,}05916\mathrm {V} }}\cdot E^{\circ }}.
| Gleichgewichtsreaktion                             | Standardpotential {\displaystyle {E^{\circ }}} | {\displaystyle {\log {C}}} | Lösungstension {\displaystyle {C}} | Bemerkung |
| -------------------------------------------------- | ---------------------------------------------- | -------------------------- | ---------------------------------- | --- |
| Zn {\displaystyle \rightleftharpoons } Zn2+ + 2 e− | −0,7622 V                                      | 25,8                       | 5,85 · 1025 mol/l                  | Die berechneten Werte für {\displaystyle {C}} sind hier keine sinnvollen Konzentrationen, da sie die Löslichkeit der entsprechenden Salze in Wasser und sogar die in einen Liter passende Menge an Salz überschreiten. Es kann zu starker Korrosion des Metalls kommen. |
| Fe {\displaystyle \rightleftharpoons } Fe2+ + 2 e− | −0,44 V                                        | 14,9                       | 7,50 · 1014 mol/l                  | Die berechneten Werte für {\displaystyle {C}} sind hier keine sinnvollen Konzentrationen, da sie die Löslichkeit der entsprechenden Salze in Wasser und sogar die in einen Liter passende Menge an Salz überschreiten. Es kann zu starker Korrosion des Metalls kommen. |
| Cd {\displaystyle \rightleftharpoons } Cd2+ + 2 e− | −0,4021 V                                      | 13,6                       | 3,92 · 1013 mol/l                  | Die berechneten Werte für {\displaystyle {C}} sind hier keine sinnvollen Konzentrationen, da sie die Löslichkeit der entsprechenden Salze in Wasser und sogar die in einen Liter passende Menge an Salz überschreiten. Es kann zu starker Korrosion des Metalls kommen. |
| Co {\displaystyle \rightleftharpoons } Co2+ + 2 e− | −0,283 V                                       | 9,6                        | 3,69 · 109 mol/l                   | Die berechneten Werte für {\displaystyle {C}} sind hier keine sinnvollen Konzentrationen, da sie die Löslichkeit der entsprechenden Salze in Wasser und sogar die in einen Liter passende Menge an Salz überschreiten. Es kann zu starker Korrosion des Metalls kommen. |
| Pb {\displaystyle \rightleftharpoons } Pb2+ + 2 e− | −0,1263 V                                      | 4,3                        | 1,86 · 104 mol/l                   | Die berechneten Werte für {\displaystyle {C}} sind hier keine sinnvollen Konzentrationen, da sie die Löslichkeit der entsprechenden Salze in Wasser und sogar die in einen Liter passende Menge an Salz überschreiten. Es kann zu starker Korrosion des Metalls kommen. |
| Cu {\displaystyle \rightleftharpoons } Cu2+ + 2 e− | 0,345 V                                        | −11,7                      | 2,17 · 10−12 mol/l                 | Einzige Konzentration, die auch tatsächlich erreicht werden kann. Entsprechend erwartet man, dass sich Kupfer geringfügig auflöst. |
| Hg {\displaystyle \rightleftharpoons } Hg2+ + 2 e− | 0,861 V                                        | −29,1                      | 7,81 · 10−30 mol/l                 | Der berechnete sehr kleine Wert von {\displaystyle {C}} ist keine sinnvolle Hg2+-Konzentration, da er nicht einmal einem Hg2+-Ion in einem Kubikmeter Wasser entspricht. Das Metall ist so edel, dass es nicht aufgelöst wird.                                          |

Die Lösungstension ist eine Gleichgewichtskonzentration. Der einzige realistische Zahlenwert für eine Konzentration ist der für Kupfer. Hingegen übersteigen die berechneten und in der Tabelle angegebenen Lösungstensionen der unedlen Metalle die Löslichkeit der Salze; die berechneten Konzentrationen sind daher nicht sinnvoll, auch weil das vorausgesetzte Standardpotential nicht mehr gilt.